# Leroy Jenkins

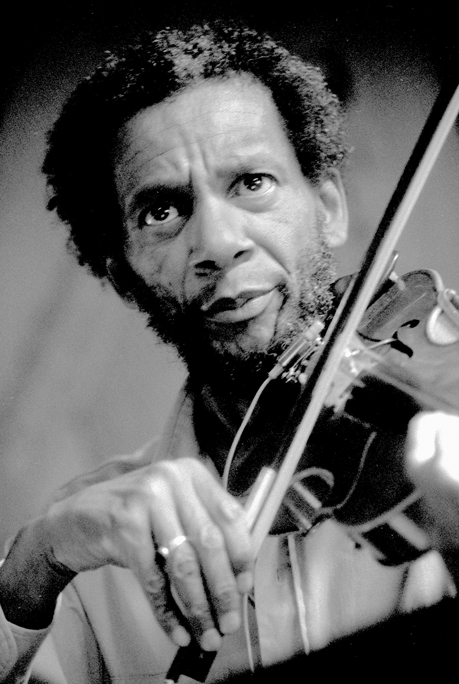
Leroy Jenkins

Leroy Jenkins (* 11. März 1932 in Chicago, Illinois; † 24. Februar 2007 in New York City, New York) war ein amerikanischer Komponist und Free-Jazz-Musiker (Geige, Bratsche).

## Karriere
Jenkins arbeitete nach einem Abschluss an der Florida A&M University zunächst als Musiklehrer an Schulen seiner Heimatstadt. Dort kam er schon in den Anfangsjahren der Association for the Advancement of Creative Musicians (AACM) in Kontakt mit den Zentralfiguren dieser Musiker-Initiative, insbesondere Muhal Richard Abrams und Anthony Braxton. Mit letzterem und Wadada Leo Smith gründete er 1968 die Creative Construction Company. Ab 1970 lebte er in New York City, wo er sich mit seinen damals im freien Jazz ungewöhnlichen Instrumenten schon bald einen Namen in der Avantgarde-Szene machen konnte und von Carla Bley an der Aufnahme von Escalator over the Hill beteiligt wurde. Anfang der 1970er gründete er mit dem Kontrabassisten Sirone und dem Schlagzeuger Jerome Cooper das Revolutionary Ensemble, das für die sich weiter entwickelnden freie Improvisationsmusik stilbildend war; Titel wie Vietnam und The People’s Republic transportierten den politischen Anspruch der Musiker, die eine spannungsgeladene Musik schufen, die eine Brücke zwischen Jazz und Neuer Musik bildete. Jenkins gelang in der Absicht, mit der Violine dem Klang der menschlichen Stimme nahezukommen, „eine Neudefinition seines Instruments“, indem er erforschte, „was sie jenseits ihres klassisch-europäischen Kontextes sein kann“. Er spielte auch mit Archie Shepp, Alice Coltrane oder Roland Kirk.
Ab den späten 1970ern experimentierte er viel mit kleinen Formationen, beispielsweise einem Trio mit Anthony Davis und Andrew Cyrille. Er gab Solokonzerte, wie sie auf seinen Alben Solo Concert (1977) und Solo (1998) dokumentiert sind. Mit dem Ensemble Sting folgte 1984 das Album Urban Blues. 1987 war er mit Cecil Taylor auf Europatournee.
Jenkins zählte zu den Ausnahmeerscheinungen der afroamerikanischen Szene. Sein Spielstil begeisterte seit Anfang der Siebziger auch in Europa und wurde auf Festivals euphorisch aufgenommen. Im Jahr 2003 kam es zu einer kurzen Wiederbelebung des Revolutionary Ensemble (And Now...) mit Sirone und Jerome Cooper. 2007 verstarb er in Brooklyn an den Folgen einer Lungenkrebserkrankung.

## Komponist
Jenkins war auch als Komponist erfolgreich: Bereits 1975 fand die Uraufführung seines Stücks For Players Only statt. Nach der Oper Editorial schuf er für das Musiktheater gemeinsam mit Ann T. Greene The Mother of Three Sons, Fresh Faust and The Negros Burial Ground sowie mit Homer Jackson The Three Willies. Auch komponierte er Werke für Symphonieorchester und Electric Ensemble. Daneben arbeitete Jenkins auch als Pädagoge.

## Diskographische Hinweise
- Revolutionary Ensemble (ESP-Disk, 1971) mit Sirone und Jerome Cooper
- Livelong Ambitions (Black Saint, 1977) mit Muhal Richard Abrams
- Mixed Quintet (Black Saint) mit John Clark, James Newton, J. D. Parran, Marty Ehrlich
- Live! (Black Saint, 1992) mit Brandon Ross und Reggie Nicholson
- Themes and Improvisations of the Blues (CRI, 1992) mit Don Byron, Henry Threadgill, Lindsey Horner, Thurman Barker
- Solo (Lovely Music, 1998) solo

## Sekundärliteratur
- Christian Broecking, Jeder Ton eine Rettungsstation. Verbrecher, Berlin 2007, ISBN 978-3-935843-85-0.